# OGAE Song Contest 1987
The Ogae Song Contest 1987 fue el segundo Ogae Song Contest, competición organizada entre los miembros de los cludes nacionales OGAE para seleccionar la mejor canción original cantada en uno de los idiomas oficiales del país del club. 10 canciones compitieron en el concurso, realizado en Savonlinnaen Finlandia.
Israel, Portugal, España, Zimbabue y Botsuana participan en el concurso por primera vez.

## Ubicación
Savonlinna (literalmente Castillo de Savonia – en Sueco: Nyslott - en ruso: Нейшлот, Neishlott, literalmente Castillo Nuevo) es una ciudad y municipio de unos 36,000 habitantes en el sureste de Finlandia, en el corazón de la región de los Lagos de Saimaa.
La ciudad fue fundada en el siglo XVII alrededor del castillo de San Olaf. El castillo fue fundado por Erik Axelsson Tott en 1475 en un esfuerzo para proteger Savonia y para controlar la inestable frontera entre el reino de Suecia y su adversario, Rusia.

## Participantes
| OGAE         | Intérprete(s)      | Canción                      | Compositor(es)                                       | Idiomas                                     | Traducción al español          |
| ------------ | ------------------ | ---------------------------- | ---------------------------------------------------- | ------------------------------------------- | ------------------------------ |
| Alemania     | Nicole Hohloch     | "Song for the world"         | Ralph Siegel / Bernd Meinunger                       | Inglés, alemán, francés, italiano y español | Canción para el mundo          |
| Botsuana     | Johnny Mokhali     | "Tshwaraganang"              |                                                      |                                             |                                |
| España       | Paloma San Basilio | "Grande"                     | Manuel Pareja Obregón                                | Alemán                                      | Grande                         |
| Finlandia    | Vicky Rosti        | "Ja sydän lyö"               | Kassu Halonen                                        | Finés                                       | Y el corazón late              |
| Israel       | Yardena Arazi      | "Baati Eleiha" (באתי אליך )  | Rachel Shapiro / Nurit Hirsh                         | Hebrero                                     | He venido a ti                 |
| Noruega      | Celina             | "LOTTO (gir deg sjansen)"    | Marit Vollen / Rolf Løvland                          | Noruego                                     | LOTTO (dándole la oportunidad) |
| Países Bajos | Vof de Kunst       | "Een Kopje Koffie"           | Erasmo Carlos / Roberto Carlos / Erik Van Muiswinkel | Neerlandés                                  | Una taza de café               |
| Portugal     | Lara Li            | "Telepatia"                  | Ana Zanatti / Nuno Rodrigues                         | Portugués                                   | Telepatía                      |
| Suecia       | Lena Philipsson    | "Åh vad jag längtar"         | Ola Håkansson / Tim Norell                           | Sueco                                       | ¡Oh, cómo añoro                |
| Zimbabue     | Clive Hay          | "The world has passed us by" |                                                      | Inglés                                      | El mundo que nos ha pasado por |

## Resultados

### Ganador

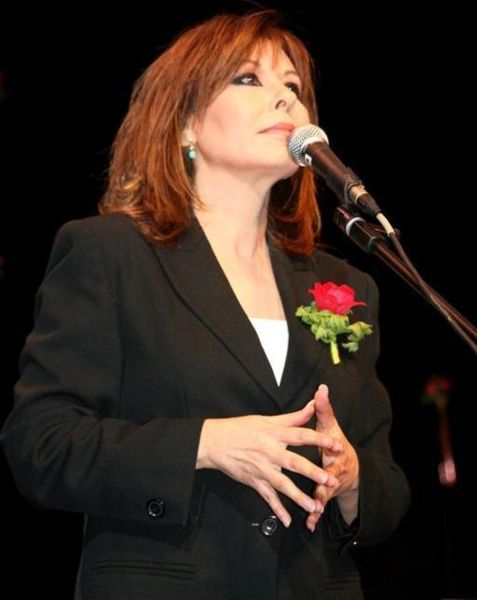
Yardena Arazi ganadora

La ganadora fue Yardena Arazi de Israel por el tema "באתי אליך" (Baati Eleiha).
| #  | OGAE         | Intérprete(s)      | Canción                    | Puesto | Pts. |
| -- | ------------ | ------------------ | -------------------------- | ------ | ---- |
| 01 | Zimbabue     | Clive Hay          | The world has passed us by | 09     | 41   |
| 02 | Portugal     | Lara Li            | Telepatia                  | 05     | 53   |
| 03 | España       | Paloma San Basilio | Grande                     | 07     | 49   |
| 04 | Noruega      | Celina             | LOTTO (gir deg sjansen)    | 04     | 66   |
| 05 | Suecia       | Lena Philipsson    | Åh vad jag längtar         | 03     | 76   |
| 06 | Alemania     | Nicole Hohloch     | Song for the world         | 02     | 76   |
| 07 | Finlandia    | Vicky Rosti        | Ja sydän lyö               | 06     | 52   |
| 08 | Botsuana     | Johnny Mokhali     | Tshwaraganang              | 10     | 32   |
| 09 | Países Bajos | Vof de Kunst       | Een Kopje Koffie           | 08     | 42   |
| 10 | Israel       | Yardena Arazi      | Baati Eleiha               | 01     | 83   |

### Máximas puntuaciones
Número de maxímas puntuaciones obtenido por cada club OGAE
| N.º | A        | De                                                 |
| --- | -------- | -------------------------------------------------- |
| 5   | Israel   | Suecia, Noruega, Países Bajos, Alemania, Finlandia |
| 2   | Alemania | Portugal, Botsuana                                 |
| 2   | Noruega  | Zimbabue, Israel                                   |
| 1   | Portugal | España                                             |

### Tabla de votaciones
Desglose de votaciones por club OGAE
| Concursantes | Bandera de Zimbabue | Bandera de Portugal | Bandera de España | Bandera de Noruega | Bandera de Suecia | Bandera de Alemania | Bandera de Finlandia | Bandera de Botsuana | Bandera de los Países Bajos | Bandera de Israel |
| ------------ | ------------------- | ------------------- | ----------------- | ------------------ | ----------------- | ------------------- | -------------------- | ------------------- | --------------------------- | ----------------- |
| Zimbabue     |                     | 3                   | 4                 | 3                  | 7                 | 3                   | 5                    | 6                   | 3                           | 7                 |
| Portugal     | 3                   |                     | 12                | 10                 | 2                 | 5                   | 6                    | 3                   | 6                           | 6                 |
| España       | 4                   | 2                   |                   | 8                  | 4                 | 6                   | 8                    | 8                   | 7                           | 2                 |
| Noruega      | 12                  | 8                   | 6                 |                    | 10                | 7                   | 4                    | 5                   | 2                           | 12                |
| Suecia       | 10                  | 10                  | 5                 | 6                  |                   | 10                  | 7                    | 10                  | 10                          | 8                 |
| Alemania     | 8                   | 12                  | 8                 | 4                  | 8                 |                     | 10                   | 12                  | 4                           | 10                |
| Finlandia    | 5                   | 7                   | 3                 | 5                  | 6                 | 8                   |                      | 7                   | 8                           | 3                 |
| Botsuana     | 6                   | 4                   | 2                 | 2                  | 3                 | 2                   | 3                    |                     | 5                           | 5                 |
| Países Bajos | 2                   | 6                   | 10                | 7                  | 5                 | 4                   | 2                    | 2                   |                             | 4                 |
| Israel       | 7                   | 5                   | 7                 | 12                 | 12                | 12                  | 12                   | 4                   | 12                          |                   |

### Porcentaje de Votos
Porcentaje del total de votos obtenido por cada club OGAE
| #  | País         | % Votos | % Votos |
| -- | ------------ | ------- | ------- |
| 1  | Israel       |         | 14.56%  |
| 2  | Alemania     |         | 13.33%  |
| 3  | Suecia       |         | 13.33%  |
| 4  | Noruega      |         | 11.58%  |
| 5  | Portugal     |         | 9.30%   |
| 6  | Finlandia    |         | 9.12%   |
| 7  | España       |         | 8.60%   |
| 8  | Países Bajos |         | 7.37%   |
| 9  | Zimbabue     |         | 7.19%   |
| 10 | Botsuana     |         | 5.62%   |
|    |              |         | 100%    |